# Purpursporre
Purpursporre (Linaria purpurea) är en grobladsväxtart som först beskrevs av Carl von Linné, och fick sitt nu gällande namn av Philip Miller. Enligt Catalogue of Life ingår Purpursporre i släktet sporrar och familjen grobladsväxter, men enligt Dyntaxa är tillhörigheten istället släktet sporrar och familjen grobladsväxter. Arten förekommer tillfälligt i Sverige, men reproducerar sig inte. Inga underarter finns listade i Catalogue of Life.

## Bildgalleri

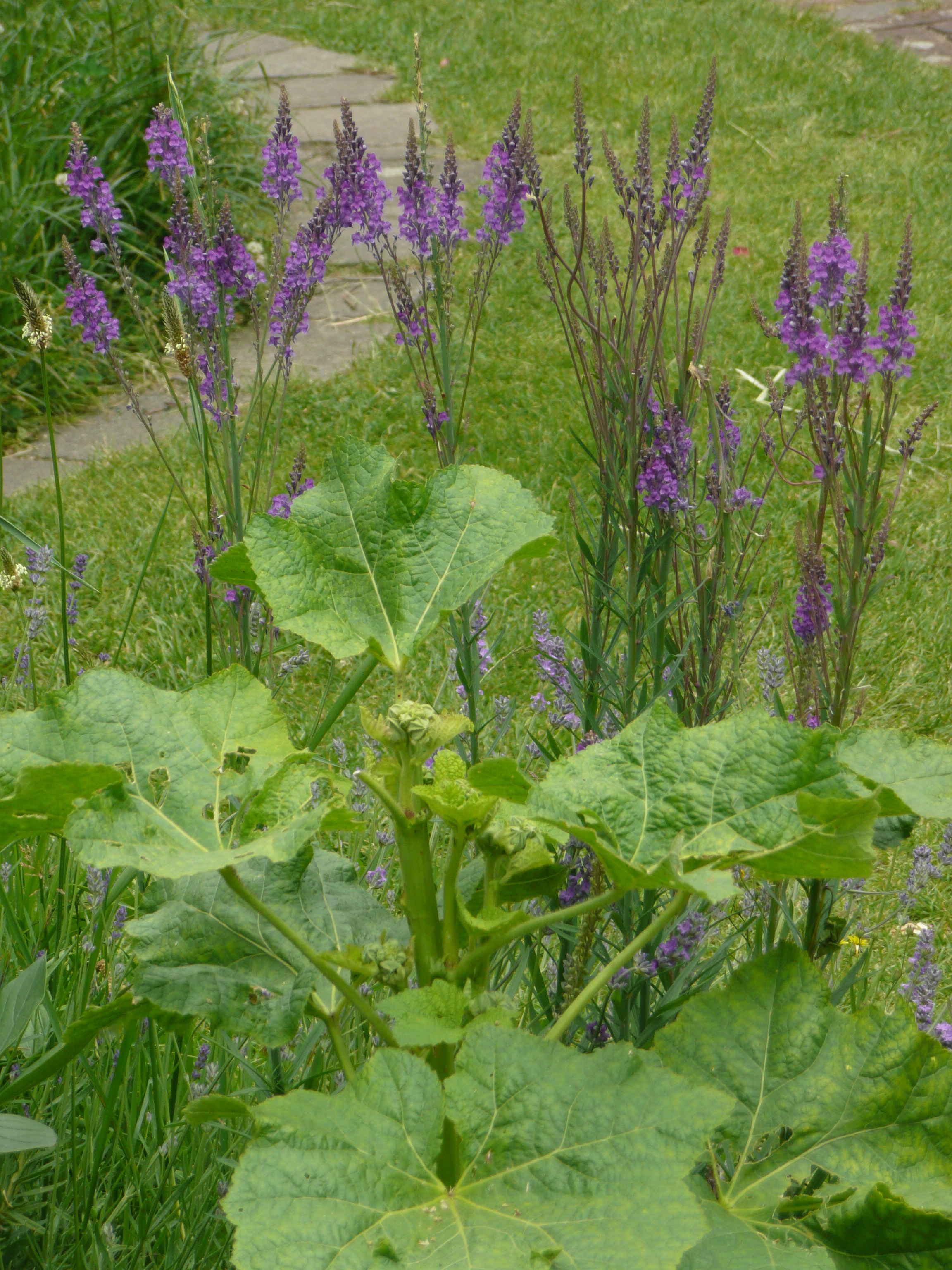
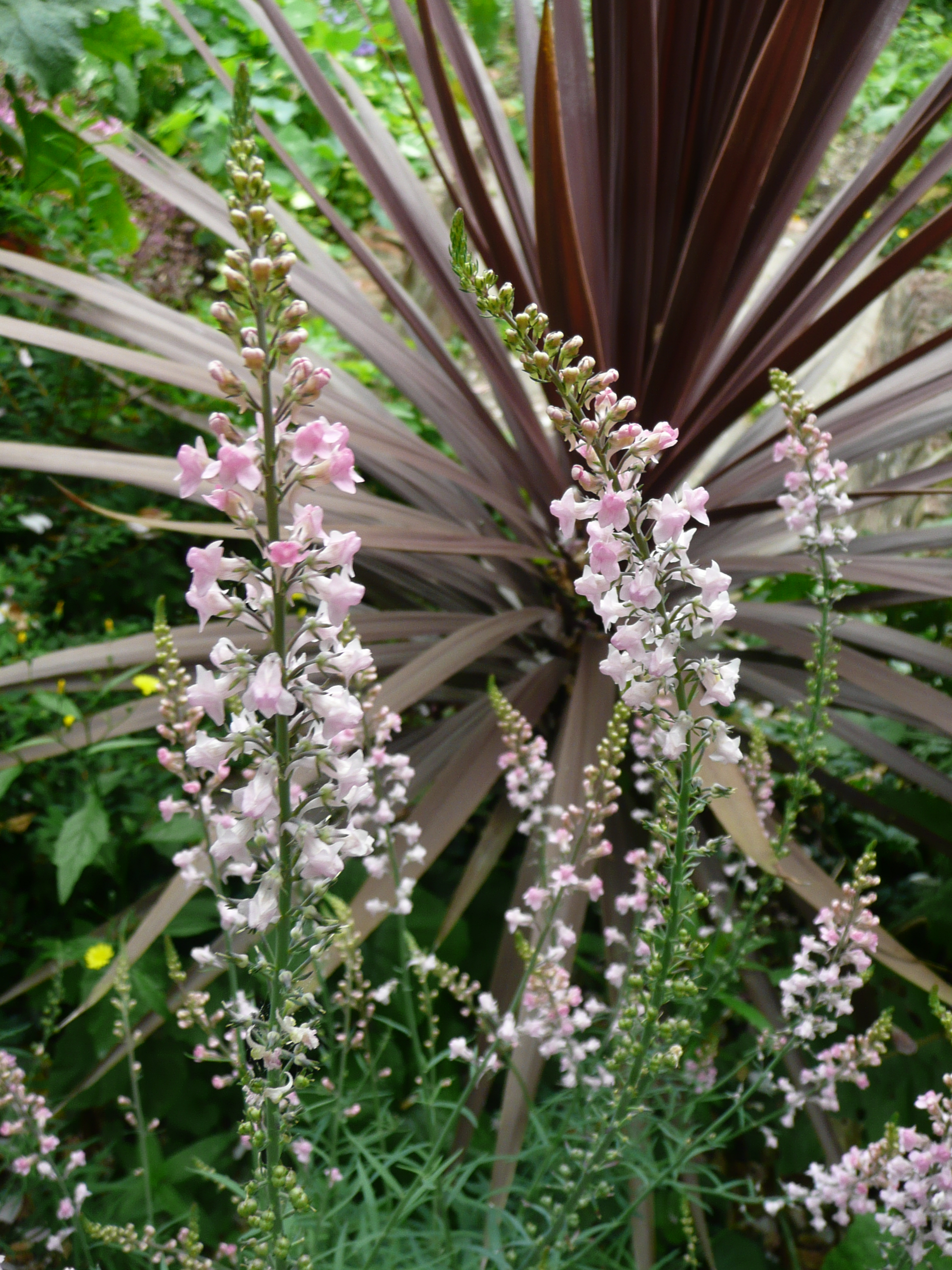
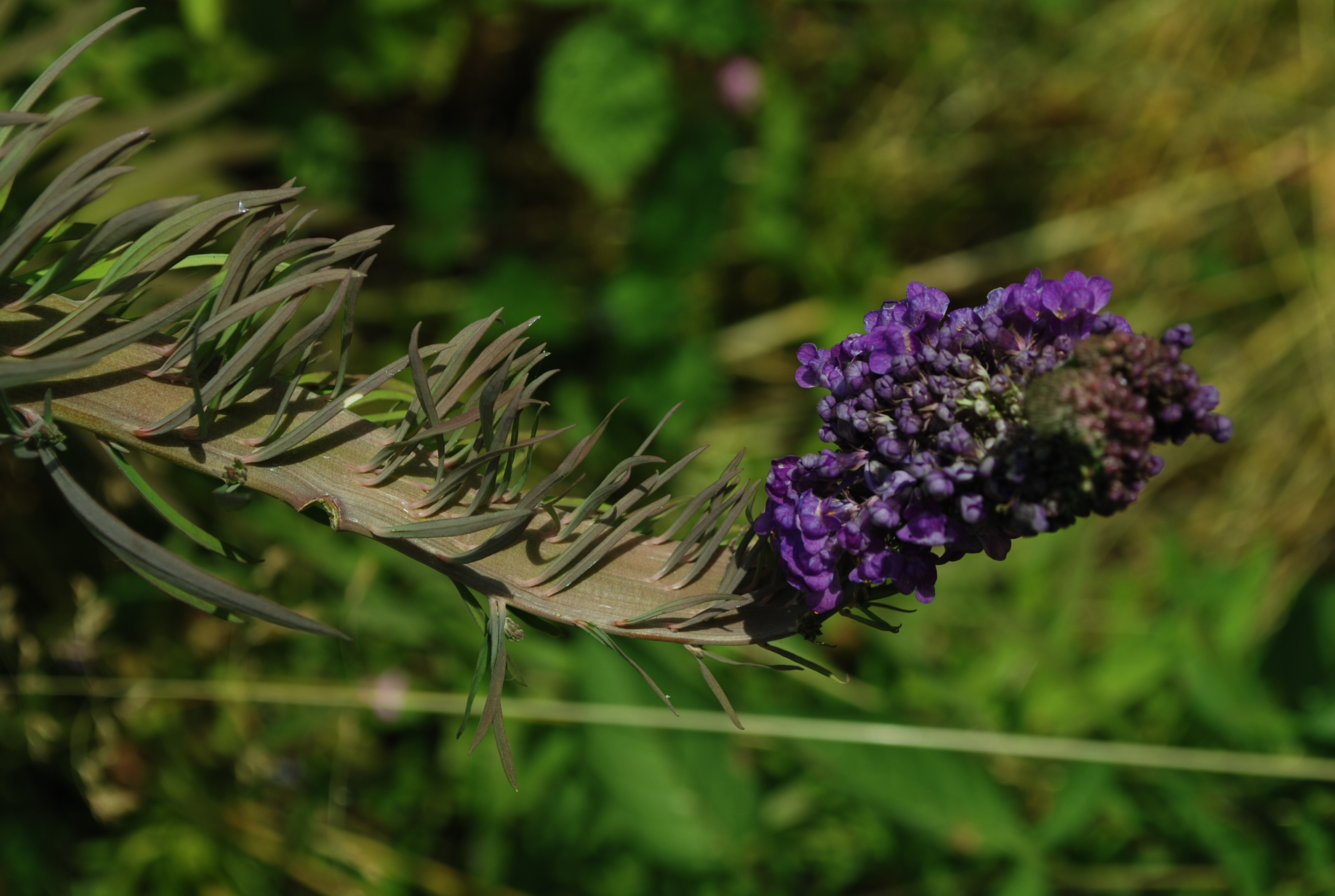
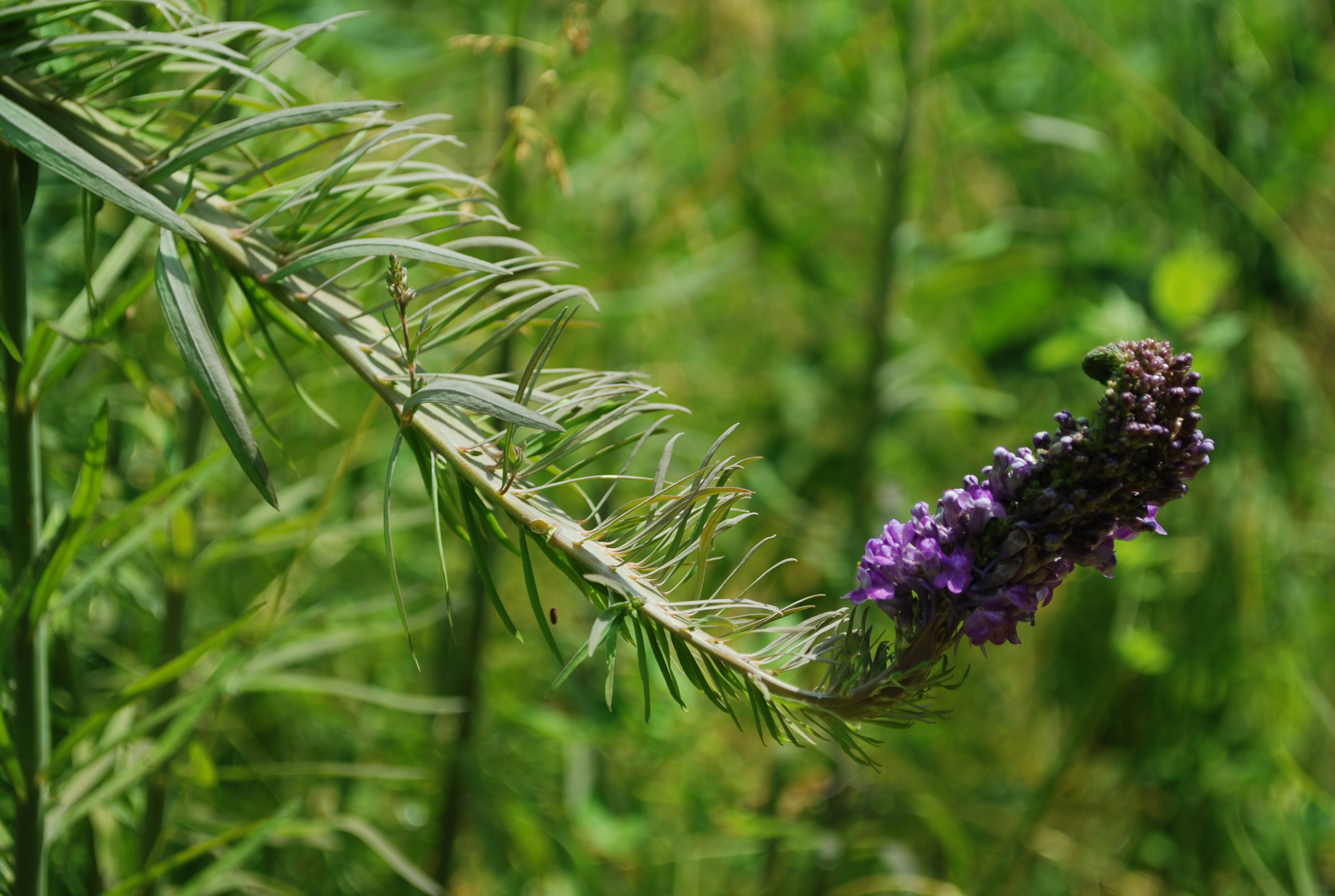
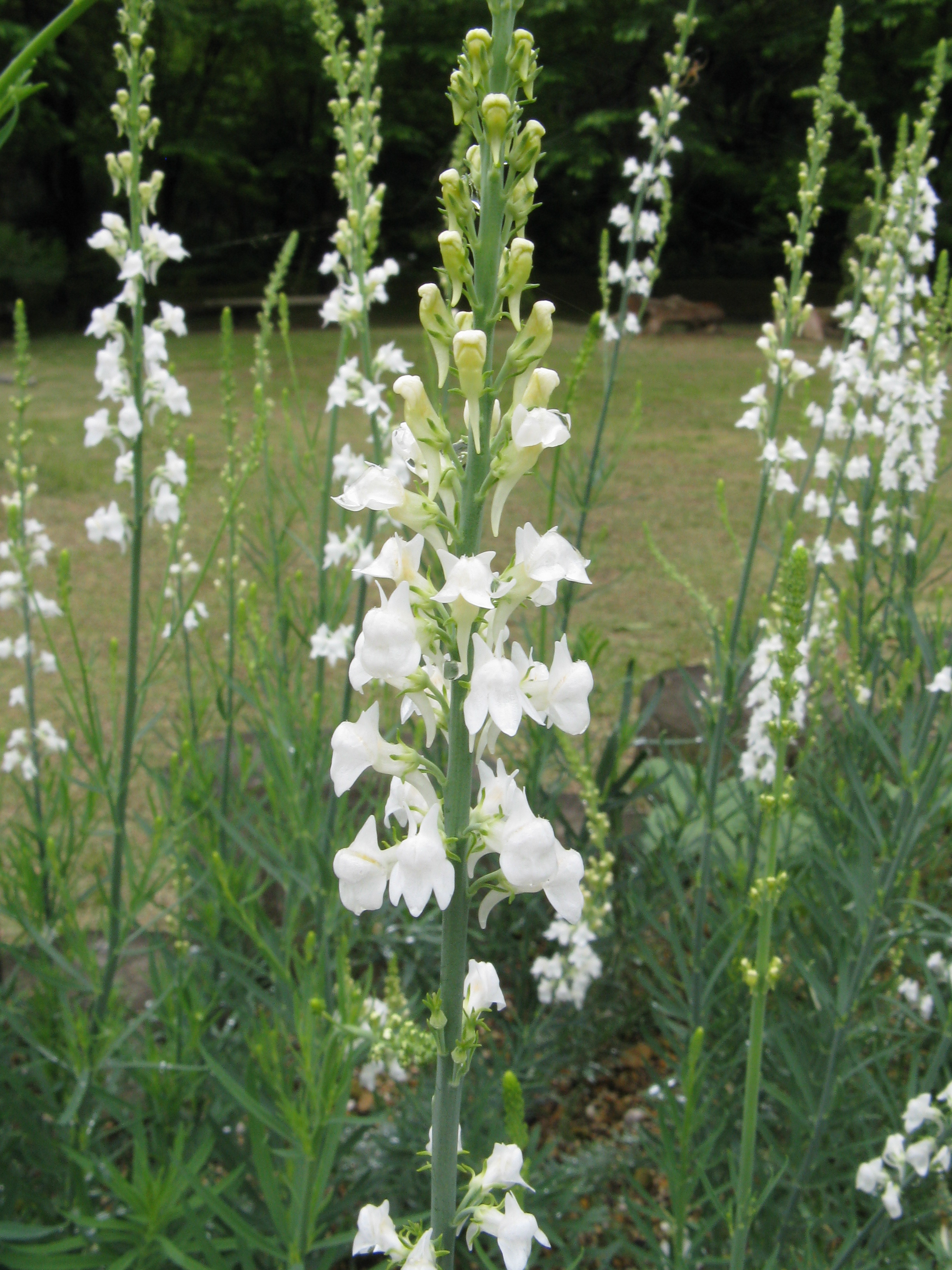
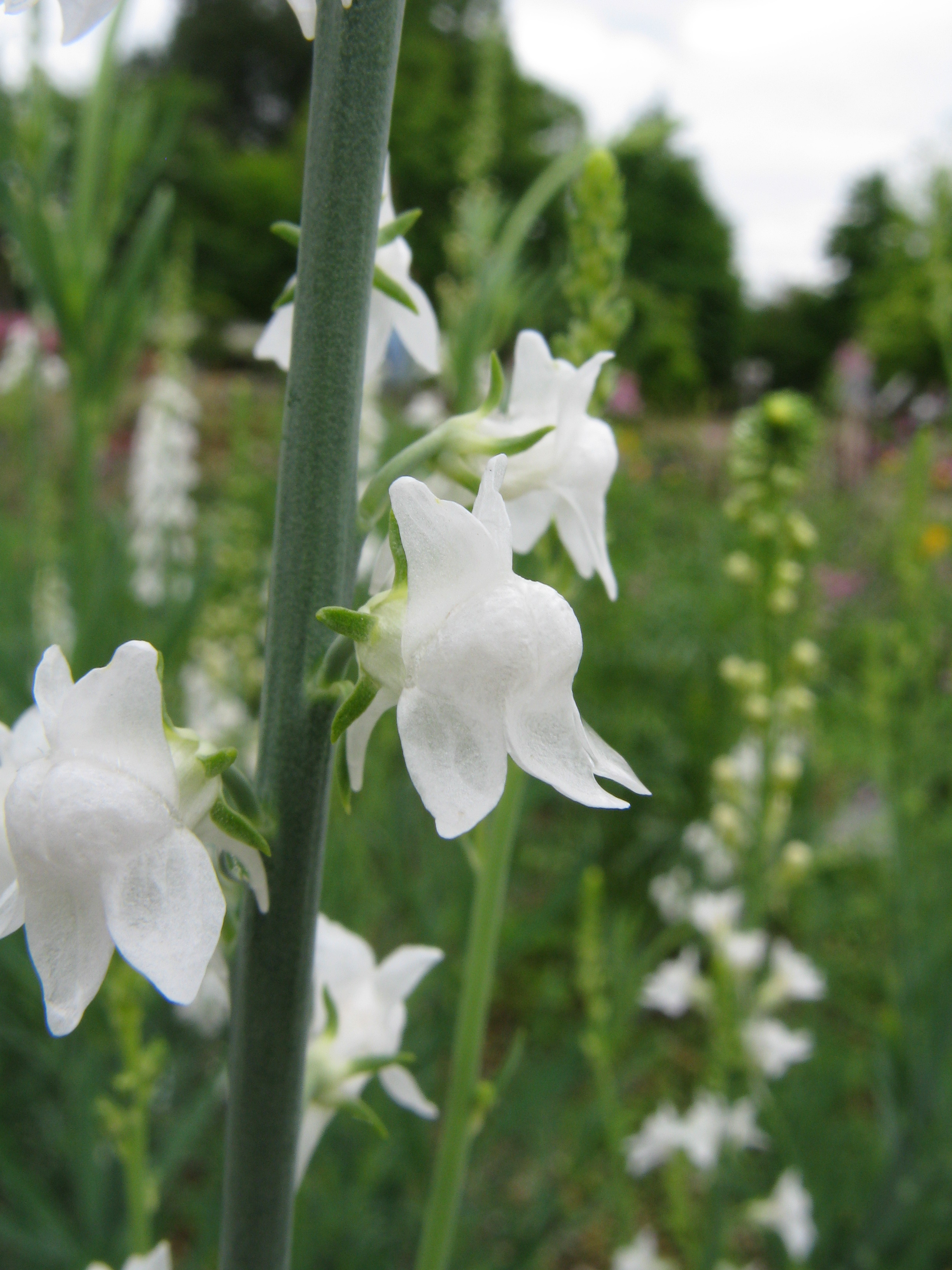